# Stokówka ciemnogłowa
Stokówka ciemnogłowa, ajmarka ciemnogłowa (Psilopsiagon aymara) – gatunek małego ptaka z rodziny papugowatych (Psittacidae), zamieszkujący Amerykę Południową. Nie wyróżnia się podgatunków. Nie jest zagrożony.

## Zasięg występowania
Stokówki ciemnogłowe zamieszkują obszar od środkowej Boliwii po północno-zachodnią Argentynę.

## Morfologia
Ptaki te osiągają długość ciała do 20 cm oraz ważą około 45 g. W upierzeniu dominuje zielony. Czoło, wierzch i tył głowy, kantarek oraz kark są ciemnoszare, a policzki, broda i pierś bladoszare. Brzuch po kloakę jest błękitnawoszary. Po bokach są śladowe ilości żółtego. Dziób i nogi są jasne, a tęczówka brązowa. Samice różnią się od samców bardziej szarymi nogami oraz dziobem i bardziej matowym upierzeniem. Młode osobniki są bardziej matowe, mają żółtozielony brzuch i krótszy ogon.

## Ekologia i zachowanie
Stokówki ciemnogłowe zamieszkują tereny od 1800 do 3000 m n.p.m. Występują na suchych obszarach porośniętych lasami i krzewami, na stepach oraz obszarach uprawnych. Poza sezonem lęgowym tworzą małe stada. Większe grupy są obserwowane przy zbiornikach wodnych. Na ziemię schodzą w celu wybierania nasion oraz upadłych owoców. Żywią się też częściami roślin oraz pąkami.
Sezon lęgowy w Argentynie przypada na listopad i styczeń. Stokówki do gniazdowania wykorzystują dziuple w drzewach i kaktusach, szczeliny między skałami oraz termitiery. Samica średnio składa 4–6 jaj po jednej sztuce dziennie, lecz czasami potrafi złożyć do 10. W jednym lęgu jest w stanie odchować do 6 lub 7 młodych. Inkubacja trwa około 28–30 dni. Pisklęta wykluwają się pokryte białym puchem. Pierwsze pióra zaczynają rosnąć po 3 tygodniach. Młode są w pełni samodzielne po 6 tygodniach lub później.

## Status
Międzynarodowa Unia Ochrony Przyrody (IUCN) uznaje stokówkę ciemnogłową za gatunek najmniejszej troski (LC – Least Concern) nieprzerwanie od 1988 roku. Liczebność populacji nie została oszacowana, ale ptak ten opisywany jest jako dość pospolity. Ze względu na brak dowodów na spadki liczebności bądź istotne zagrożenia dla gatunku, BirdLife International ocenia trend liczebności populacji jako prawdopodobnie stabilny. Gatunek jest wymieniony w II załączniku konwencji waszyngtońskiej (CITES).